# Yusuf Al-Fozan
Shaikh Yusuf Abdulla Al-Fozan  (arabisch يوسف عبد الله الفوزان, DMG Yūsuf ʿAbd Allāh al-Fauzān; * 12. Oktober 1913; † ?) war ein saudischer Diplomat.

## Werdegang
1940 war er königlicher Werksdirektor in Jedda und Konsul in Basra. 1943 war er Konsul in Jerusalem im Völkerbundsmandat für Palästina. Von 1954 bis 1955 war er Konsul später Generalkonsul in Bombay. Von 1956 bis 1963 war er Botschafter in Neu-Delhi. Von 1968 bis 1969 war er Botschafter in Teheran. Vom 16. Oktober 1969 bis 1973 war er Botschafter in Madrid.
Von 1974 bis 1976 war er ein weiteres Mal Botschafter in Neu-Delhi.